# Seleção de Todos os Tempos da Copa do Mundo FIFA
A Seleção das Copas de Todos os Tempos da FIFA é a seleção de futebol de todos os tempos, constituída de estrelas, publicada pela FIFA em 1994. São onze jogadores divididos em goleiro, quatro defensores, três meio-campistas e três atacantes, eleito o melhor time de todas as copas.
| Posição          | Jogador           | Seleção         | Copa(s) disputada(s)         |
| ---------------- | ----------------- | --------------- | ---------------------------- |
| Goleiro          | Lev Yashin        | União Soviética | (1958, 1962, 1966, 1970)     |
| Lateral direito  | Djalma Santos     | Brasil          | (1954, 1958, 1962, 1966)     |
| Zagueiro         | Franz Beckenbauer | Alemanha        | (1966, 1970, 1974)           |
| Zagueiro         | Bobby Moore       | Inglaterra      | (1962, 1966, 1970)           |
| Lateral esquerdo | Nilton Santos     | Brasil          | (1950, 1954, 1958, 1962)     |
| Meia             | Johan Cruyff      | Países Baixos   | (1974)                       |
| Meia             | Michel Platini    | França          | (1978, 1982, 1986)           |
| Meia             | Bobby Charlton    | Inglaterra      | (1958, 1962, 1966, 1970)     |
| Atacante         | Pelé              | Brasil          | (1958, 1962, 1966, 1970)     |
| Atacante         | Garrincha         | Brasil          | (1958, 1962, 1966)           |
| Atacante         | Puskás            | Hungria         | (1954) , (1962) pela Espanha |